# Río Caplina
El río Caplina es un corto río de la vertiente del Pacífico, localizado en la costa sur del Perú.

## Cuenca
La cuenca del río Caplina, ubicada en la ciudad de Tacna en el extremo sur del Perú, tiene sus nacientes en la cordillera Barroso, a los 5.300 m, y discurre sus aguas a través del valle recorriendo una estrecha franja de tierras de cultivo en dirección al océano Pacífico luego de atravesar el abanico fluvial de La Yarada.
Se encuentra encauzado bajo la Alameda Bolognesi durante su paso por la ciudad de Tacna.

## Dimensiones
Sus dimensiones promedio son 100 km de largo y 25 m de ancho; los lados que siguen su sentido longitudinal corresponden a una línea de cumbres descendentes que la separan de las cuencas del río Sama por el Norte y la Quebrada de Escritos por el Sur. Sus lados menores, limitan por el Este con la cuenca del río Uchusuma, y al oeste con el Océano Pacífico.
La cuenca del río Caplina, incluyendo el área de las nacientes de los ríos Sama y Uchusuma cuyos recursos son derivados a ella, tiene una extensión aproximada de 3.425 km², de la cual el 23,9 % (820 km²), corresponde a la denominada cuenca "himbrífera" o "húmeda", llamada así por encontrarse por encima de los 3.900 m s. n. m., límite inferior fijado al área que se estima contribuye sensiblemente al escurrimiento superficial.

## Estaciones
En la cuenca del río Caplina, se tienen registros de las descargas en las estaciones hidrométricas que se hallan actualmente en funcionamiento las cuales son: 
- Estación Calientes: ubicada sobre el canal Caplina aguas abajo de la Bocatoma, cuya captación se ubica en el río del mismo nombre. Las coordenadas geográficas son 17º 51' de latitud sur y 70° 7' de longitud oeste y a una altitud de 1300 m;

- Estación Huaylillas Sur sobre el canal Azucarero, cuya captación se ubica en la bocatoma El Ayro;
- Estación Piedras Blancas sobre el canal Uchusuma.

Las estaciones Challatita en el mismo río y Chuschuco en el canal Uchusuma se encuentran cerradas.

## Características
Las nacientes del río Caplina corresponden a la vertiente del Pacífico, se ubican próximos a la divisoria de las agua, desplazándose predominantemente en dirección noreste-sudeste. 
El régimen del río es torrentoso y muy irregular, con marcadas diferencia entre sus descargas extremas, siendo alimentados en el verano Austral por precipitaciones pluviales, período en el que se concentra el 75% de las descargas, y el resto del año por deshielo de glaciales y/o la descarga de los acuíferos de agua subterránea.